# Prológica CP 400
El Prológica CP 400 Color va ser un microordinador brasiler llançat el 1984. Era un clònic del TRS-80 Color Computer 2, i va ser venut en dues versions: amb 16 o 64 KiB de memòria RAM. Curiosament, la carcassa de la màquina era pràcticament una còpia d'aquella del Timex Sinclair 2068, inclusivament amb el slot de cartutx i el «teclat xiclet».
Problemes crònics de sobreescalfament feien aquest ordinador poc confiable, i la Prológica va acabar per llançar un model perfeccionat, el CP 400 Color II. Aquesta última versió posseïa memòria estàndard de 64 KiB, millor ventilació interna i un teclat «professional» (pseudomecànic).
A finals de 1985, l'estàndard MSX va ser llançat oficialment al mercat brasiler a través dels micros Hotbit HB-8000 i Gradient Expert. Amb programari abundant, i recursos de so i gràfics superiors als dels altres ordinadors domèstics fabricats al Brasil, els MSX virtualment van eliminar la concurrència - inclusivament els compatibles com el TRS-80 Color Computer.

## Perifèrics
El principal perifèric desenvolupat per Prológica per al CP 400 va ser una unitat per a dues disqueteres de 5,25", el CP 450. Cada disquet (FS/DD) tenia només 156 KiB de capacitat.

## Especificacions tècniques
| Parts          | Especificacions                                                                         | Especificacions |
| -------------- | --------------------------------------------------------------------------------------- | --------------- |
| UCP            | Motorola 6809 a 0,895 MHz (o 1,79 MHz)                                                  |                 |
| RAM            | 16 KiB - 64 KiB (màx.)                                                                  |                 |
| ROM            | 16 KiB                                                                                  |                 |
| Teclat         | «xiclet» (CP 400 Color) o pseudomecànic (CP 400 Color II), 55 tecles                    |                 |
| Monitor        | televisor o monitor; mode text: 32 x 16; mode gràfic: 256 x 192 pixels; 9 colors        |                 |
| So             | un canal                                                                                |                 |
| Ports          | connector RGB, 1 port sèrie RS232, 2 ports de joystick, port de cartutx, port de casset |                 |
| Emmagatzematge | casset (1500 bauds) o 1-2 disqueteres (5,25", 156 KiB)                                  |                 |